# Tilo Koch
Tilo Koch (* 14. Oktober 1971 in Ost-Berlin) ist ein ehemaliger deutscher Volleyballspieler.
Koch spielte als Jugendlicher Volleyball in seiner Ost-Berliner Heimat beim SC Dynamo. Nach der Wende spielte er zunächst weiterhin in Berlin bei den Bundesligisten SG Rupenhorn  und Post Telekom. 1997 wechselte der Zuspieler zum Ligakonkurrenten Dürener TV. Nach einer Saison 1999/2000 beim SV Fellbach kehrte er zu evivo Düren zurück. Von 2003 bis 2006 war er beim fränkischen Bundesligisten SG Eltmann aktiv. Koch wurde 2006 als zweiter Zuspieler vom Spitzenklub SCC Berlin verpflichtet, wo er zum Abschluss seiner Karriere 2008 Deutscher Vizemeister wurde.